# Ironman Brésil
L'Ironman Brésil Florianópolis  est une compétition de triathlon longue distance créée en 1998 et qui se tient annuellement au mois de mai a Florianópolis au Brésil après s'être tenu à Porto Seguro jusqu'en l'an 2000. Qualificatif pour le championnat du monde d'Ironman à Kona (Hawaï), la compétition attribue également le titre continental de « champion d'Ironman d'Amérique du Sud » dont l'épreuve est le support.

## Histoire
Le 31 mai 1998, le Triathlon Brasil de Porto Seguro devient l'« Ironman Brasil », et la septième course de qualification en dehors des États-Unis. En 2001 la course est déplacé à Florianópolis par l'organisation, la société Latino Sport titulaire de la licence de la World Triathlon Corporation.
| \| Porto Seguro · 1998-1999 Florianópolis · depuis 2000 \| Localisation de l'épreuve depuis 1998 |
| Porto Seguro · 1998-1999 Florianópolis · depuis 2000                                             |

## Palmarès

### Florianópolis
| Année | Médaille d'or        | Temps           | Médaille d'argent      | Temps           | Médaille de bronze     | Temps           |
| ----- | -------------------- | --------------- | ---------------------- | --------------- | ---------------------- | --------------- |
| 2024  | Reinaldo Colucci -2- | 7 h 58 min 37 s | Igor Amorelli          | 8 h 21 min 22 s | Luis Henrique Ohde     | 8 h 31 min 24 s |
| 2023  | Luciano Taccone      | 7 h 55 min 37 s | Reinaldo Colucci       | 8 h 0 min 43 s  | André Lopes            | 8 h 3 min 1 s   |
| 2022  | Reinaldo Colucci -1- | 7 h 48 min 27 s | Igor Amorelli          | 7 h 53 min 10 s | Fernando Toldi         | 7 h 59 min 39 s |
| 2019  | Andy Potts           | 8 h 2 min 57 s  | William Clarke         | 8 h 6 min 30 s  | Frank Silvestrin       | 8 h 10 min 19 s |
| 2018  | Jesper Svensson      | 8 h 8 min 6 s   | Igor Amorelli          | 8 h 14 min 29 s | Thiago Vinhal          | 8 h 19 min 11 s |
| 2017  | Tim Don              | 7 h 40 min 23 s | Kyle Buckingham        | 8 h 5 min 43 s  | Igor Amorelli          | 8 h 6 min 58 s  |
| 2016  | Brent McMahon        | 7 h 46 min 10 s | Tim Don                | 8 h 4 min 15 s  | Kevin Collington       | 8 h 4 min 58 s  |
| 2015  | Marino Vanhoenacker  | 7 h 53 min 44 s | Timothy O'Donnell      | 7 h 55 min 56 s | Brent McMahon          | 7 h 56 min 55 s |
| 2014  | Igor Amorelli        | 8 h 7 min 52 s  | Santiago Alves Ascenço | 8 h 11 min 44 s | Marcel Zamora Pérez    | 8 h 16 min 10 s |
| 2013  | Timothy O'Donnell    | 8 h 1 min 32 s  | Igor Amorelli          | 8 h 19 min 40 s | Stefan Schmid          | 8 h 25 min 2 s  |
| 2012  | Ezequiel Morales     | 8 h 22 min 40 s | Santiago Alves Ascenço | 8 h 25 min 31 s | Igor Amorelli          | 8 h 27 min 56 s |
| 2011  | Eduardo Sturla -4-   | 8 h 15 min 2 s  | Guilherme Manocchio    | 8 h 17 min 20 s | Ezequiel Morales       | 8 h 21 min 39 s |
| 2010  | Luke McKenzie        | 8 h 7 min 39 s  | Ezequiel Morales       | 8 h 12 min 44 s | Santiago Alves Ascenço | 8 h 18 min 39 s |
| 2009  | Eduardo Sturla -3-   | 8 h 13 min 39 s | Reinaldo Colucci       | 8 h 28 min 8 s  | Petr Vabroušek         | 8 h 37 min 18 s |
| 2008  | Eduardo Sturla -2-   | 8 h 28 min 24 s | Olaf Sabatschus        | 8 h 38 min 56 s | Benjamin Sanson        | 8 h 41 min 32 s |
| 2007  | Oscar Galíndez -3-   | 8 h 21 min 9 s  | Reinaldo Colucci       | 8 h 29 min 9 s  | Eduardo Sturla         | 8 h 29 min 26 s |
| 2006  | Oscar Galíndez -2-   | 8 h 15 min 18 s | Luke Bell              | 8 h 15 min 47 s | Olaf Sabatschus        | 8 h 25 min 28 s |
| 2005  | Olaf Sabatschus -2-  | 8 h 50 min 37 s | Oscar Galíndez         | 9 h 0 min 4 s   | Cristián Bustos        | 9 h 2 min 13 s  |
| 2004  | Olaf Sabatschus -1-  | 8 h 19 min 32 s | Oscar Galíndez         | 8 h 30 min 58 s | Clas Bjorling          | 8 h 31 min 45 s |
| 2003  | Oscar Galíndez -1-   | 8 h 16 min 10 s | Olaf Sabatschus        | 8 h 22 min 6 s  | Eduardo Sturla         | 8 h 23 min 0 s  |
| 2002  | Spencer Smith        | 8 h 15 min 39 s | Lothar Leder           | 8 h 16 min 38 s | Eduardo Sturla         | 8 h 18 min 19 s |
| 2001  | Eduardo Sturla -1-   | 8 h 11 min 10 s | Faris Al-Sultan        | 8 h 21 min 11 s | Ken Glah               | 8 h 23 min 0 s  |
| 2000  | Ken Glah -3-         | 8 h 43 min 13 s | Harald Feierabend      | 8 h 49 min 6 s  | Jürgen Hauber          | 8 h 53 min 9 s  |

| Année | Médaille d'or        | Temps           | Médaille d'argent    | Temps           | Médaille de bronze | Temps            |
| ----- | -------------------- | --------------- | -------------------- | --------------- | ------------------ | ---------------- |
| 2024  | Pâmella Oliveira -3- | 8 h 57 min 41 s | Mariana Andrade      | 9 h 16 min 8 s  | Bruna Stolf        | 9 h 23 min 45 s  |
| 2023  | Pâmella Oliveira -2- | 8 h 44 min 25 s | Mariana Andrade      | 9 h 10 min 33 s | Alexandra Watt     | 9 h 28 min 42 s  |
| 2022  | Pâmella Oliveira -1- | 8 h 54 min 2 s  | Joanna Ryter         | 9 h 6 min 6 s   | Beatriz Neres      | 9 h 14 min 46 s  |
| 2019  | Sarah Piampiano      | 8 h 40 min 48 s | Pâmella Oliveira     | 9 h 3 min 46 s  | Bruna Mahn         | 9 h 16 min 55 s  |
| 2018  | Kirsty Jahn          | 8 h 54 min 57 s | Sarah Piampiano      | 9 h 3 min 3 s   | Bruna Mahn         | 9 h 10 min 37 s  |
| 2017  | Susie Hignett        | 8 h 52 min 0 s  | Sonja Tajsich        | 8 h 57 min 36 s | Haley Chura        | 8 h 58 min 45 s  |
| 2016  | Elizabeth Lyles      | 8 h 54 min 10 s | Mareen Hufe          | 9 h 9 min 36 s  | Gurutze Frades     | 9 h 15 min 32 s  |
| 2015  | Ariane Monticeli     | 8 h 59 min 8 s  | Elizabeth Lyles      | 9 h 0 min 31 s  | Amanda Stevens     | 9 h 1 min 27 s   |
| 2014  | Sara Gross           | 8 h 56 min 41 s | Sofie Goos           | 9 h 0 min 27 s  | Ariane Monticeli   | 9 h 2 min 50 s   |
| 2013  | Amanda Stevens       | 9 h 5 min 53 s  | Sara Gross           | 9 h 8 min 38 s  | Jessie Donavan     | 9 h 10 min 29 s  |
| 2012  | Sofie Goos           | 9 h 17 min 42 s | Kim Loeffler         | 9 h 20 min 50 s | Vanessa Gianinni   | 9 h 23 min 49 s  |
| 2011  | Amy Marsh            | 9 h 9 min 39 s  | Lucie Reed           | 9 h 16 min 13 s | Ariane Monticeli   | 9 h 19 min 15 s  |
| 2010  | Tereza Macel         | 9 h 19 min 13 s | Dede Griesbauer      | 9 h 26 min 9 s  | Maria Omar         | 9 h 36 min 4 s   |
| 2009  | Dede Griesbauer      | 9 h 10 min 15 s | Charlotte Kolters    | 9 h 18 min 31 s | Heather Gollnick   | 9 h 31 min 42 s  |
| 2008  | Fernanda Keller -3-  | 9 h 42 min 50 s | Kelly Lear-Kaul      | 9 h 52 min 40 s | Hillary Biscay     | 9 h 56 min 8 s   |
| 2007  | Nina Kraft           | 9 h 12 min 40 s | Dede Griesbauer      | 9 h 18 min 17 s | Bella Comerford    | 9 h 20 min 9 s   |
| 2006  | Lisbeth Kristensen   | 9 h 20 min 46 s | Barbara Buenahora    | 9 h 29 min 35 s | Hillary Biscay     | 9 h 34 min 18 s  |
| 2005  | Joanna Zeiger        | 9 h 31 min 43 s | Fernanda Keller      | 9 h 39 min 46 s | Lauren Jensen      | 9 h 49 min 11 s  |
| 2004  | Fernanda Keller -2-  | 9 h 26 min 5 s  | Edith Niederfriniger | 9 h 32 min 16 s | Carmenza Morales   | 9 h 37 min 45 s  |
| 2003  | Barbara Buenahora    | 9 h 33 min 21 s | Fernanda Keller      | 9 h 34 min 56 s | Carmenza Morales   | 9 h 50 min 14 s  |
| 2002  | Nicole Leder         | 9 h 24 min 45 s | Carmenza Morales     | 9 h 27 min 15 s | Fernanda Keller    | 9 h 37 min 29 s  |
| 2001  | Wendy Ingraham       | 9 h 10 min 2 s  | Fernanda Keller      | 9 h 14 min 12 s | Laura Drake        | 9 h 33 min 11 s  |
| 2000  | Fernanda Keller -1-  | 9 h 47 min 14 s | Alison Hayden        | 9 h 57 min 1 s  | Alesandra Calcagno | 10 h 26 min 56 s |

### Porto Seguro
| Année | Médaille d'or | Temps           | Médaille d'argent | Temps           | Médaille de bronze  | Temps           |
| ----- | ------------- | --------------- | ----------------- | --------------- | ------------------- | --------------- |
| 1999  | Ken Glah -2-  | 8 h 39 min 8 s  | Christopher Legh  | 8 h 42 min 38 s | Jürgen Hauber       | 8 h 49 min 37 s |
| 1998  | Ken Glah -1-  | 8 h 37 min 37 s | Leandro Macedo    | 8 h 49 min 51 s | Juan Bautista Mutti | 8 h 53 min 2 s  |

| Année | Médaille d'or    | Temps           | Médaille d'argent | Temps           | Médaille de bronze | Temps          |
| ----- | ---------------- | --------------- | ----------------- | --------------- | ------------------ | -------------- |
| 1999  | Heather Fuhr -2- | 9 h 24 min 50 s | Barbara Buenahora | 9 h 58 min 0 s  | Junko Murakani     | 10 h 7 min 5 s |
| 1998  | Heather Fuhr -1- | 9 h 8 min 54 s  | Fernanda Keller   | 9 h 27 min 33 s | Jan Wanklyn        | 9 h 39 min 6 s |